# Boust
Boust est une commune française située dans le département de la Moselle, en région Grand Est. La commune est composée de Boust, Haute Parthe, Basse Parthe et Usselskirch.
Ses habitants sont au nombre de 1159 en 2022.

## Géographie
La commune de Boust est située dans le pays thionvillois, à 11 km au nord de Thionville et à 29 km au sud-est de Luxembourg-Ville. Elle est traversée par les routes D 56 et D 57.
|                 | Roussy-le-Village | Breistroff-la-Grande |
| Hettange-Grande | Boust             |                      |
|                 |                   | Cattenom             |

### Lieux-dits et écarts
- Molberg
- Basse-Parthe
- Haute-Parthe
- Usselskirch

### Hydrographie
La commune est située dans le bassin versant du Rhin, au sein du bassin Rhin-Meuse. Elle est drainée par le ruisseau de Boler, le ruisseau de Weihergraben et le ruisseau le Klingenbach.
Le Boler, d'une longueur totale de 22,5 km, prend sa source dans la commune de Zoufftgen et se jette  dans la Moselle à Gavisse, après avoir traversé huit communes.

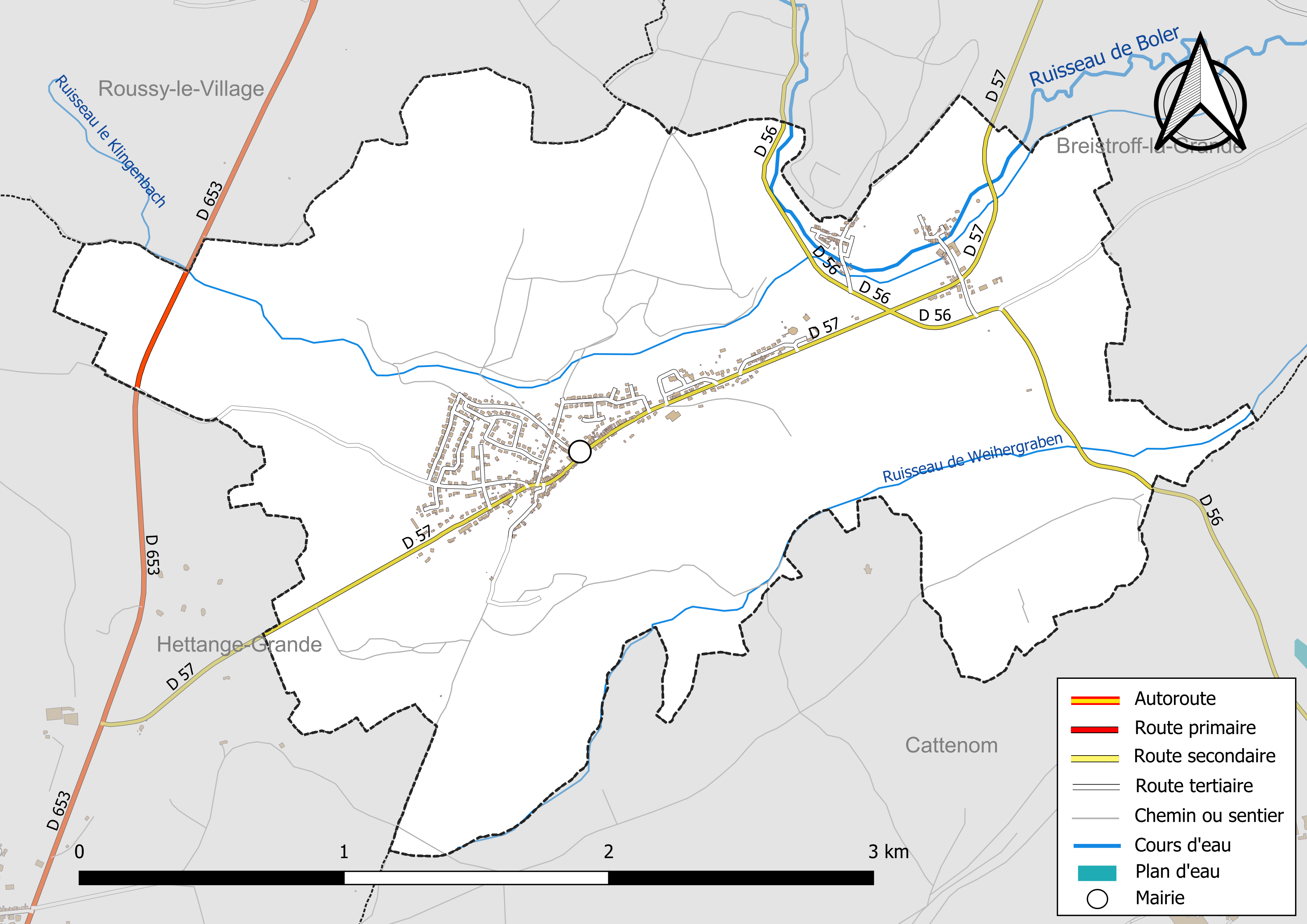
Réseaux hydrographique et routier de Boust.

La qualité des eaux des principaux cours d’eau de la commune, notamment du ruisseau de Boler, peut être consultée sur un site dédié géré par les agences de l’eau et l’Agence française pour la biodiversité.

### Climat
Pour des articles plus généraux, voir Climat du Grand Est et Climat de la Moselle.
En 2010, le climat de la commune est de type climat des marges montargnardes, selon une étude du Centre national de la recherche scientifique s'appuyant sur une série de données couvrant la période 1971-2000. En 2020, Météo-France publie une typologie des climats de la France métropolitaine dans laquelle la commune est exposée à un climat semi-continental et est dans la région climatique  Lorraine, plateau de Langres, Morvan, caractérisée par un hiver rude (1,5 °C), des vents modérés et des brouillards fréquents en automne et hiver. 
Pour la période 1971-2000, la température annuelle moyenne est de 9,6 °C, avec une amplitude thermique annuelle de 16,5 °C. Le cumul annuel moyen de précipitations est de 876 mm, avec 13,1 jours de précipitations en janvier et 9,5 jours en juillet. Pour la période 1991-2020, la température moyenne annuelle observée sur la station météorologique de Météo-France la plus proche, « Malancourt », sur la commune d'Amnéville à 20 km à vol d'oiseau, est de 10,2 °C et le cumul annuel moyen de précipitations est de 884,1 mm. 
La température maximale relevée sur cette station est de 39,3 °C, atteinte le 25 juillet 2019 ; la température minimale est de −17,9 °C, atteinte le 5 janvier 1985,,. 
Les paramètres climatiques de la commune ont été estimés pour le milieu du siècle (2041-2070) selon différents scénarios d'émission de gaz à effet de serre à partir des nouvelles projections climatiques de référence DRIAS-2020. Ils sont consultables sur un site dédié publié par Météo-France en novembre 2022.

## Urbanisme

### Typologie
Au 1er janvier 2024, Boust est catégorisée bourg rural, selon la nouvelle grille communale de densité à sept niveaux définie par l'Insee en 2022.
Elle est située hors unité urbaine. Par ailleurs la commune fait partie de l'aire d'attraction de Luxembourg (partie française), dont elle est une commune de la couronne,. Cette aire, qui regroupe 115 communes, est catégorisée dans les aires de 700 000 habitants ou plus (hors Paris),.

### Occupation des sols
L'occupation des sols de la commune, telle qu'elle ressort de la base de données européenne d’occupation biophysique des sols Corine Land Cover (CLC), est marquée par l'importance des territoires agricoles (64,5 % en 2018), une proportion sensiblement équivalente à celle de 1990 (65,2 %). La répartition détaillée en 2018 est la suivante : 
prairies (30 %), forêts (28,6 %), terres arables (21 %), zones agricoles hétérogènes (13,5 %), zones urbanisées (6,9 %). L'évolution de l’occupation des sols de la commune et de ses infrastructures peut être observée sur les différentes représentations cartographiques du territoire : la carte de Cassini (XVIIIe siècle), la carte d'état-major (1820-1866) et les cartes ou photos aériennes de l'IGN pour la période actuelle (1950 à aujourd'hui).

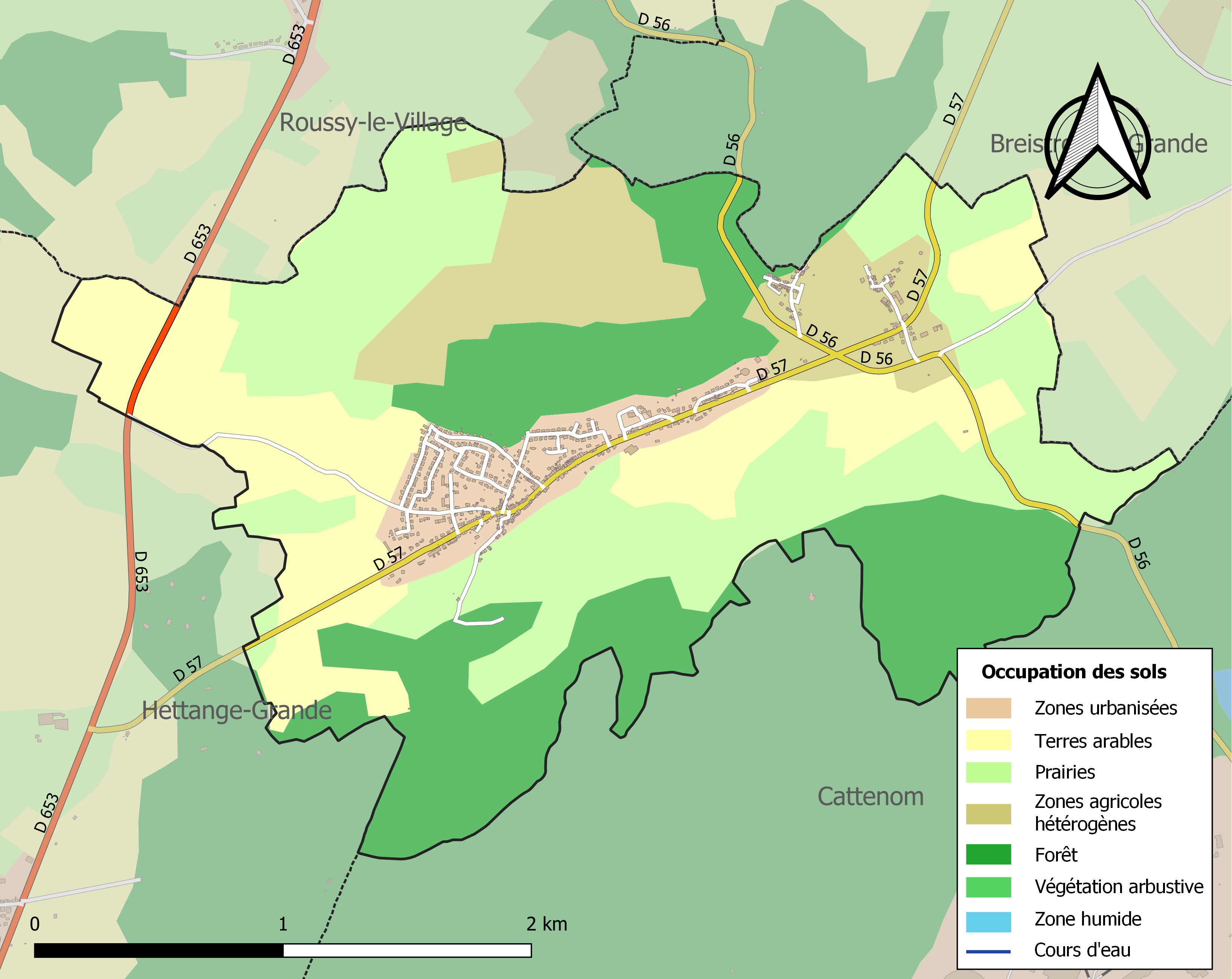
Carte des infrastructures et de l'occupation des sols de la commune en 2018 (CLC).

## Toponymie

### Boust
- Mentions anciennes : Boustingen (XIVe et XVe siècles)[14], Bourst (1697)[15], Bouts et Boutz (1701)[15], Bourgt (1722)[15], Bouste (1723)[15], Boust ou Boussingen (1863)[14].
- En allemand : Bust (1871-1918). En francique lorrain : Buuscht[16] et Bouscht.

### Parthe (haute et basse)
- Mentions anciennes : Parett (1740)[15], La haute et basse Parette (1756)[15], Parthe (1793)[17], Parthe ou Parett (1863)[14].
- Basse-Parthe : Nidder-Part en francique lorrain[16], Nieder Parett en allemand[15].
- Haute-Parthe : Uewer-Part en francique lorrain[16], Ober Parett en allemand[15].

Selon Théodore de La Fontaine, le toponyme Parthe n'a rien de germanique et signifie « part / partie », en l'occurrence d'un terrain. Sachant que Parth s'écrit également Parthed, Parthred et Perthryd.

### Usselskirch
- Mentions anciennes : Lutzelen Kiricha et Lutzelen Kirche (1023)[15], Luzelenkiricha (1182)[15], Lucelenkirkha (xiiie siècle)[15], Usseck-Kirschen et Usselzkiechen (1544)[15], Usselkirchen (1606)[15], Usselkirick et Usebrich (1756)[15], Ussels-Kirick (dict. Viv.)[15], Uselkirch (1863)[14].
- Usselskiirch en francique lorrain.

Pour expliquer Lutzelen Kiricha (1023) : le vieux haut allemand luzzi a donné le moyen haut allemand lütze : ils se traduisent par « petit ». Le vieux haut allemand kiricha a donné le moyen haut allemand kirche : ils se traduisent par « église ». La langue d'origine est le vieux haut allemand, c'est la langue (plusieurs dialectes) parlée à Trêves de 750 à 1050, ce qui irait dans le sens d'une édification sous l'administration de Trêves qui a contrôlé tout le nord de la Moselle actuelle à une période de cette époque.

## Histoire

### Boust
Le hallier-grange dîmière, disparu dans un passé récent[précision nécessaire], s'appelait Busch et pourrait avoir été à l'origine du nom de Boust (encore prononcé « Bouscht » au XXIe siècle).
Vers 1500, ce village est situé dans le duché de Luxembourg (alors espagnol) et dans le diocèse de Metz.
À une date indéterminée, Boust dépendait en partie du comté de Roussy et en partie d'une prévôté, sans savoir si c'est celle de Luxembourg ou celle de Thionville.
En 1614, ce village est qualifié de Freihoff ou fief noble et en 1681 il dépend du comté de Roussy. Boust est rattaché au royaume de France en 1659 (traité des Pyrénées) ou en 1769 (convention du 16 mai), après cela le village est incorporé dans le bailliage de Thionville.

### Parthe (haute et basse)
En 1681, ce hameau faisait partie du comté de Roussy et était une annexe de la paroisse d’Usselskirch, il dépendait également du bailliage de Thionville.

### Usselskirch
L'église d'Usselskirch du diocèse de Metz aurait probablement été construite par les comtes d'Ardenne. Henri II, ancien propriétaire, en fit don à l'abbaye de Saint-Maximin. Cette abbaye tenait à la conservation de son église d'Usselskirch, car à celle-ci étaient attachées des dimes que l'abbé, curé titulaire et qui faisait administrer la paroisse par un vicaire perpétuel, percevait à concurrence de deux tiers pour son monastère.
La paroisse d'Usselskirch comprenait dans l'origine de sa constitution, outre les deux Roussy, les villages et territoires de Boler, Boust, Breisdorf, Evingen, Hagen et Parth.
Même après un premier démembrement de cette paroisse et la dislocation des deux Roussy, le nombre des fidèles était tel que l'église paroissiale se trouvait communément trop petite, défaut qui valut au temple le nom de Lutzel-kirch ou petite église. Avec le temps, le terme Lutzel s'est altéré et transformé en Ussel, un mot qui n'a aucune signification.
Cette paroisse faisait partie de l’archiprêtré de Thionville et  le curé résidait à Roussy-le-Village. En 1868, la paroisse d’Usselskirch (qui à cette époque n’est pas celle de Boust), a encore pour annexes : Boler, Breistroff-la-Grande, Eysing et Évange.

## Politique et administration
| Période                                  | Période       | Identité       | Étiquette | Qualité |
| ---------------------------------------- | ------------- | -------------- | --------- | ------- |
| Les données manquantes sont à compléter. |               |                |           |         |
| mars 1983                                | décembre 1990 | Jean Reiter    |           |         |
| décembre 1990                            | mars 2014     | Pierre Jacques |           |         |
| mars 2014                                | En cours      | Guy Kremer     |           |         |

## Démographie
L'évolution du nombre d'habitants est connue à travers les recensements de la population effectués dans la commune depuis 1793. Pour les communes de moins de 10 000 habitants, une enquête de recensement portant sur toute la population est réalisée tous les cinq ans, les populations de référence des années intermédiaires étant quant à elles estimées par interpolation ou extrapolation. Pour la commune, le premier recensement exhaustif entrant dans le cadre du nouveau dispositif a été réalisé en 2005.

En 2022, la commune comptait 1 159 habitants, en évolution de −4,77 % par rapport à 2016 (Moselle : +0,52 %, France hors Mayotte : +2,11 %).
| 1793 | 1800 | 1806 | 1821 | 1836 | 1841 | 1861 | 1866 | 1871 |
| ---- | ---- | ---- | ---- | ---- | ---- | ---- | ---- | ---- |
| 429  | 436  | 452  | 518  | 600  | 588  | 559  | 614  | 553  |

| 1875 | 1880 | 1885 | 1890 | 1895 | 1900 | 1905 | 1910 | 1921 |
| ---- | ---- | ---- | ---- | ---- | ---- | ---- | ---- | ---- |
| 502  | 516  | 502  | 505  | 491  | 465  | 450  | 443  | 394  |

| 1926 | 1931 | 1936 | 1946 | 1954 | 1962 | 1968 | 1975 | 1982 |
| ---- | ---- | ---- | ---- | ---- | ---- | ---- | ---- | ---- |
| 358  | 491  | 400  | 330  | 333  | 415  | 482  | 530  | 685  |

| 1990 | 1999 | 2005 | 2006 | 2010  | 2015  | 2020  | 2022  | - |
| ---- | ---- | ---- | ---- | ----- | ----- | ----- | ----- | - |
| 738  | 717  | 941  | 945  | 1 131 | 1 205 | 1 156 | 1 159 | - |

## Culture locale et patrimoine

### Linguistique
Le dialecte francique de Rodemack diffère très peu de celui parlé à Esing, Faulbach, Semming, Fixem, Évange, Boler, Basse-Parthe, Haute-Parthe et Boust. Ces 10 localités ont à peu près le même vocalisme et le même nombre de diphtongues (le dialecte de Rodemack en a 10), elles forment ainsi une petite aire linguistique et seul quelques mots sont différents à l'intérieur de cette aire.

### Sobriquet
Les habitants de Boust étaient supposés aimer beaucoup se battre d'où leur surnom de Buuschter Bëschknëppelen (les gourdins de Boust). De ce fait, lorsque par exemple un Cattenomois voyait un Boustois, il lui disait alors : « Buuschtär, gë mer eng Kuuscht », ce qui veut dire en français : « Boustois, donne moi une croûte (un coup) ».

### Lieux et monuments

#### Édifices civils
- Plusieurs tumuli (tertres funéraires) avec céramiques et monnaies romaines.
- Sur le passage de la voie romaine (rive gauche de la Moselle) de Lyon à Trèves par Metz, un diverticulum reliait Boust à Buding sur la voie romaine de Metz à Trèves, par la rive droite.
- Vestiges de deux villas romaines.
- Ligne Maginot : observatoire de Boust, casemate de Boust et ouvrage de Bois-Karre.

#### Édifices religieux
- Grange-église (allemand : Scheunenkirche)  : elle a été construite en 1943 après la destruction de 80 % du village à la suite des tirs d'artillerie de 1940, à partir d'un projet de l'architecte allemand Emil Steffann (de). Pendant la période de l'annexion allemande, l'architecte originaire de Bielefeld avait été nommé responsable de la reconstruction du village. Contre les consignes des autorités nazies, il conçut avec le Père Regamey cette grange de façade mais en pratique lieu de culte clandestin[24]. Elle a été depuis largement modifiée et transformée, rendant la structure originale illisible. On peut voir l'arche qui subsiste devant le parc de stationnement et derrière le 59 rue du Général de Gaulle. L'église Saint-Boniface de Krefeld-Stahldorf de 1959 du même architecte s'inspire de cet édifice dans sa façade pignon avec un arche en plein cintre ainsi que son implantation avec les bâtiments mitoyens.
- Église Saint-Maximin, 1961, elle est située sur une plate-forme dominant le paysage ; son architecte est Georges-Henri Pingusson (auteur du Mémorial des Martyrs de la Déportation, sur l'Ile de la Cité à Paris) associé à Paul Aynes. Son clocher est indépendant. La chapelle de la Vierge de forme circulaire dont la toiture en accordéon possède une base ajourée, est masquée par un tympan en verre bleu. On trouve également une statue du Christ et un crucifix en bronze de Lambert Rucki. La coupole et vitrail de Martin Granel[25]. Elle est classée au titre des monuments historiques par arrêté du 27 octobre 2014[26].
- Tour Usselskirch : située à 250 m d'altitude, elle date du XIe siècle. Elle est classée Monument historique par journal officiel du 16 février 1930[27]. C'est l'ancienne église-mère Saint-Martin « Usselskirch » XIe siècle. La tour clocher XIe siècle, impressionnante par sa hauteur de 25 m, est le dernier vestige de l'église primitive qui desservait les communes de Boust et Breistroff-la-Grande et leurs écarts de Haute-Parthe, Basse-Parthe, Boler et Evange. Tête gallo-romaine en remploi, au 3e niveau sur l'angle des pans ouest et sud-ouest. La nef fut reconstruite en 1711, la toiture refaite en 1824. Le chœur et transept furent reconstruits en 1887 et 1888 dans le style néo-roman. La nef et la tour clocher furent reconstruites en 1897 et 1898 dans le style néo roman. L'église, le cimetière, l'école et le presbytère furent détruits par les bombardements de juin 1940 : reste le cimetière, avec dans son enceinte, la tour hexagonale romane de 1023 et 8 des 14 stations, superbement sculptées dans le calcaire XVIIe siècle du chemin de croix en pierre de Jaumont.
- De nombreuses croix de chemin ou calvaires, dont l'une de 1731, et un oratoire.

Église Saint-Maximin.
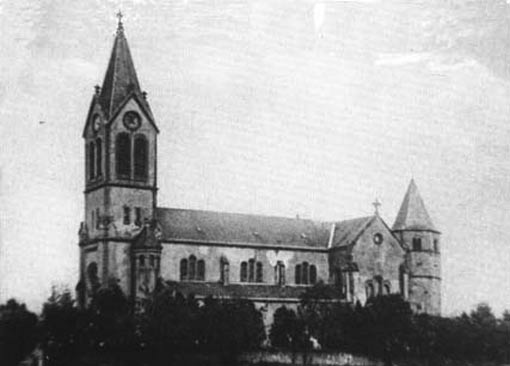
L'ancienne église Saint Martin-Usselskirch.
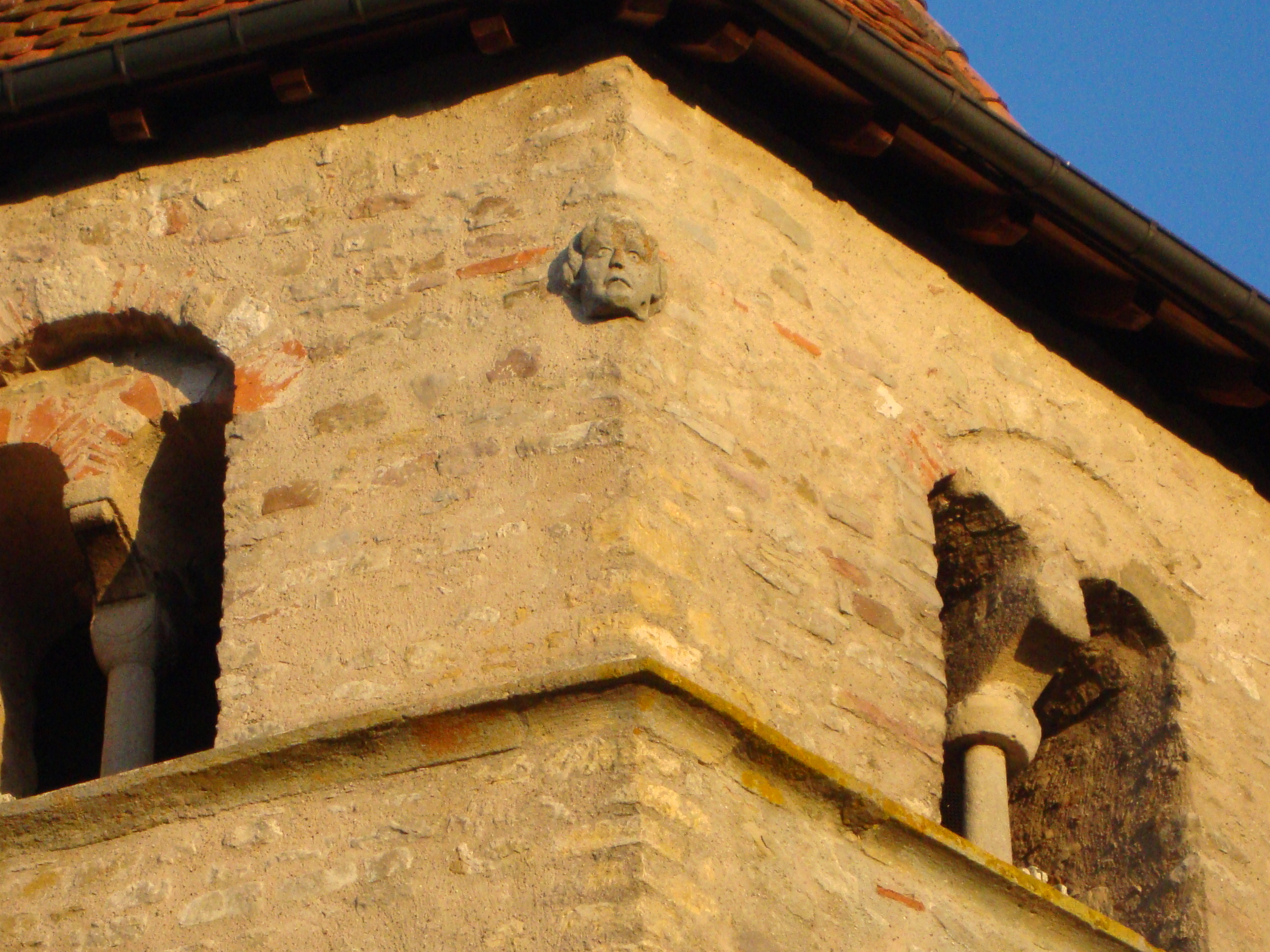
Détail de la Tour d'Usselskirch : tête gallo-romaine.
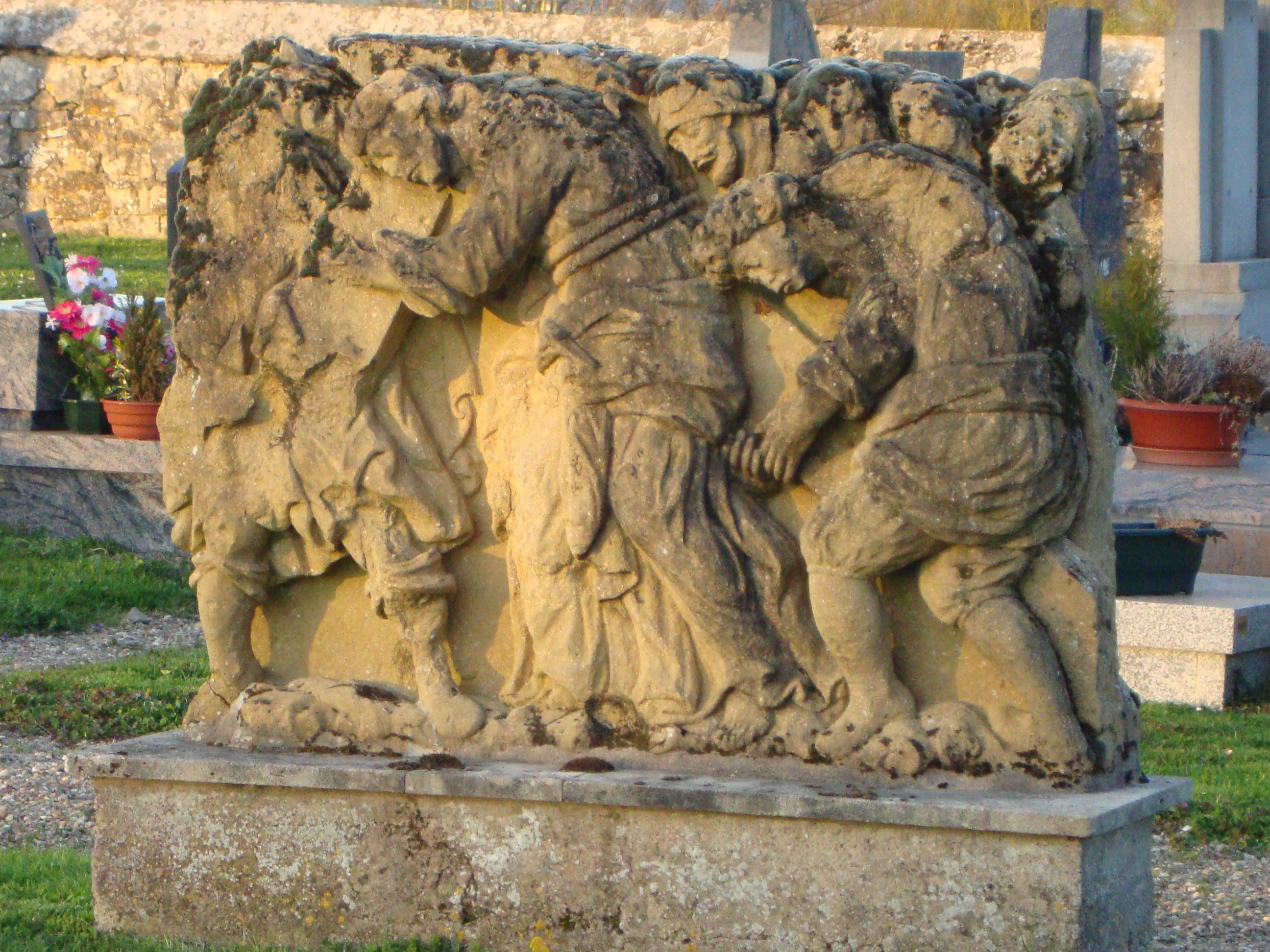
Cimetière d'Usselskirch : une des 8 stations du chemin de croix.
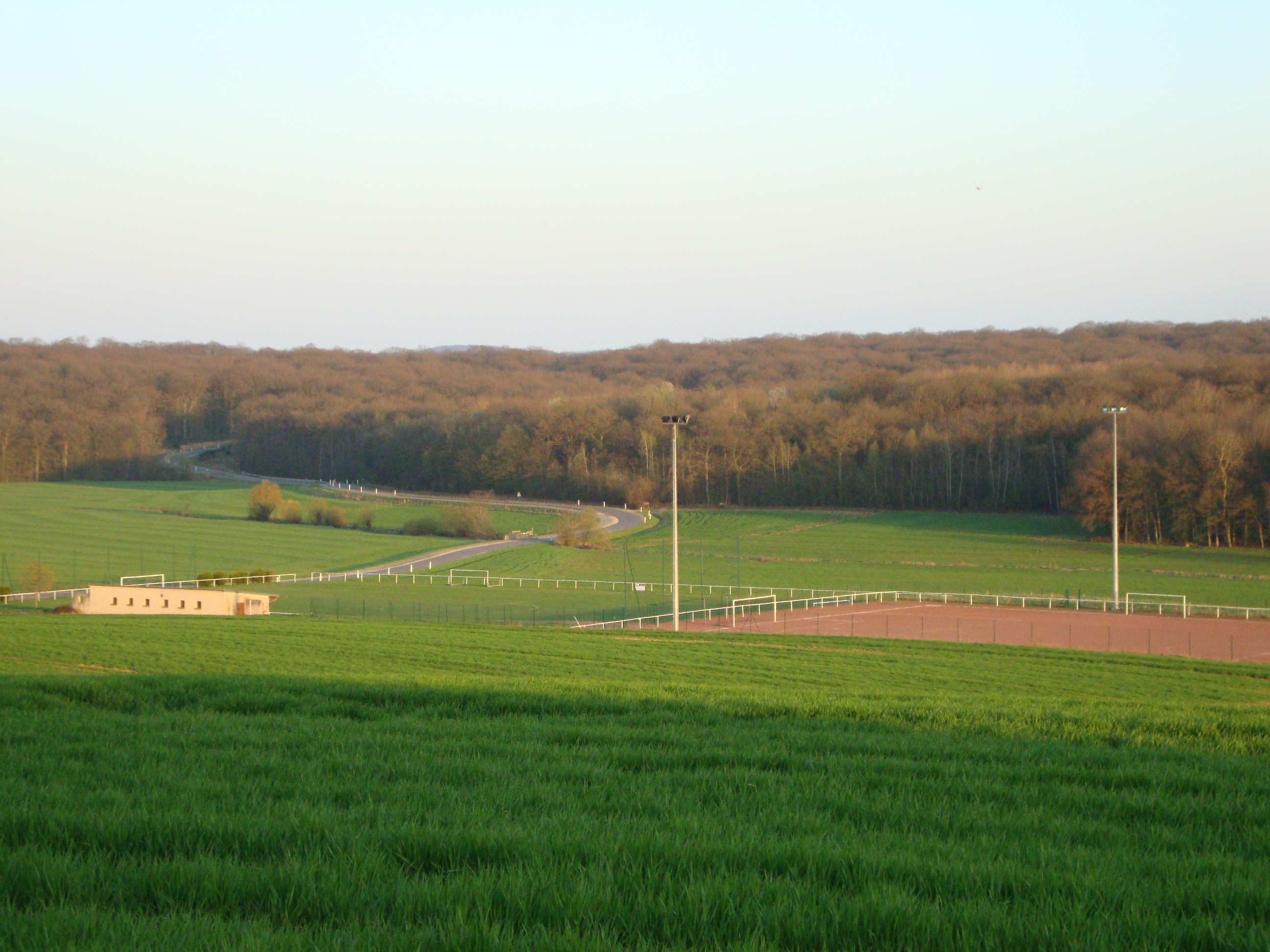
Stade de Boust.
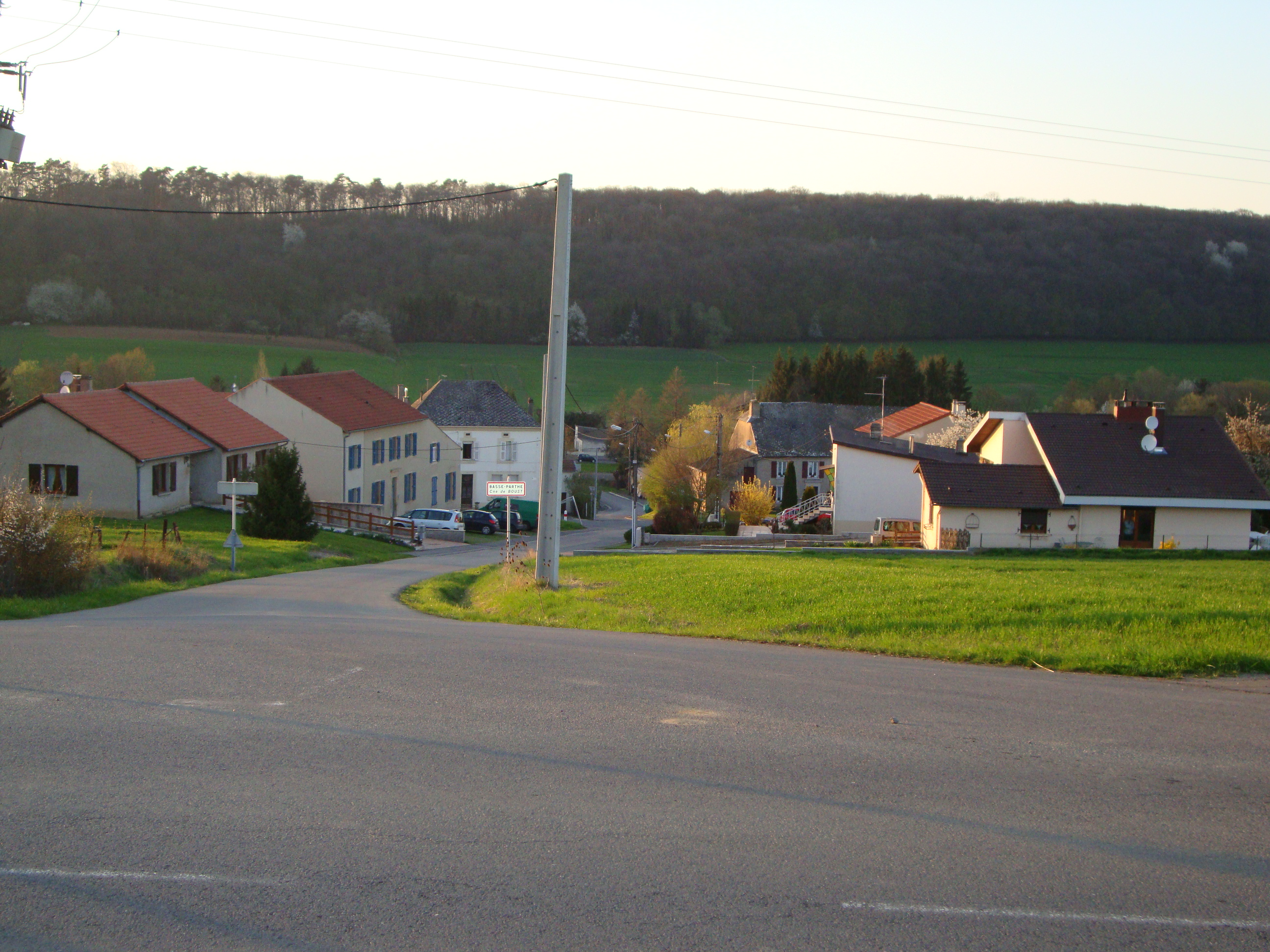
Vue sur Basse-Parthe.

### Héraldique
| Blason de Boust | Blason  | Parti : au premier d'or à l'ours dressé et contourné de sable, colleté de gueules ; au deuxième de gueules au lion d'argent, la queue fourchue et passée en sautoir, armé et couronné d'or. |
| Blason de Boust | Détails | |

## Pour approfondir